# 於岩稲荷田宮神社 (新宿区)
於岩稲荷田宮神社（おいわいなりたみやじんじゃ）は、東京都新宿区の神社。

## 歴史
創建年代は不明。元々は田宮家の屋敷神として祀られていた稲荷神の祠が起源である。四谷怪談が広く知られるようになり、当社の信仰が盛んになった。
1879年（明治12年）に火災に遭い、東京市京橋区（現・東京都中央区）に移転した。これが、現在の中央区新川にある於岩稲荷田宮神社である。
移転後の当地には、小さな祠が残されていた。昭和初期に陽運寺が創建され、お岩信仰の一翼を担っていた。戦後の1952年（昭和27年）に再建された。
そういう経緯から「於岩稲荷田宮神社」を名乗る神社が新宿区と中央区に二つ存在することになった。

## 交通アクセス
- 四谷三丁目駅3番出口より徒歩4分（経路案内）。
- 信濃町駅より徒歩8分（経路案内）。